# Sone no Yoshitada
Sone no Yoshitada (920-1000)  (曾禰好忠?) fue un poeta japonés que vivió a mediados de la era Heian. No hay detalles sobre su genealogía. Debido a que ocupó un cargo gubernamental en la provincia de Tango por un tiempo prolongado fue llamado también como Sotango (曾丹後?) o Sotan (曾丹?).

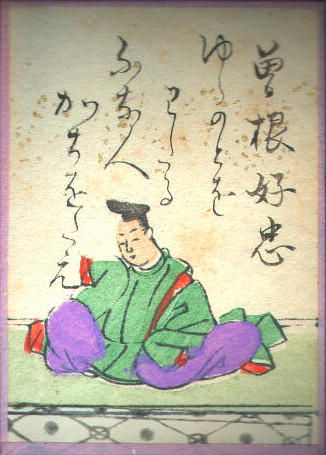
Sone no Yoshitada, en el Ogura Hyakunin Isshu.

Durante este tiempo, fue el creador de la lista antológica Hyaku Shuuta (百首歌?), análoga al Hyakunin Isshu, y en el que contendría cien poemas, asignado a un autor diferente. También compiló el Maitsuki-shū (毎月集?) con un total de 360 poemas. También tuvo relaciones amistosas con poetas importantes como Minamoto no Shitagō, Ōnakatomi no Yoshinobu, Minamoto no Shigeyuki, entre otros; aunque la personalidad agresiva de Yoshitada era motivo de aislamiento de parte de la sociedad cortesana.
Algunos de sus poemas fueron incluidos en el Shūi Wakashū. También realizó una compilación personal de sus poemas en el Sotan-shū (曾丹集?). Fue incluido en la lista del Ogura Hyakunin Isshu y en el Chūko Sanjūrokkasen.